# إلياس بن صغير
إلياس بن صغير (مواليد 16 فبراير 2005) هو لاعب كرة قدم مغربي، يلعب في مركز الجناح لنادي موناكو في الدوري الفرنسي، ويعد من أصغر لاعبي الدوري، مثل المنتخب المغربي بعد استدعائه في مارس 2024.

## مسيرته الكروية
بدأ مسيرته مع كرة القدم في أكاديمية كوغولينوا في سنّ الـ5، قبل أن ينضمّ في عام 2016 إلى فريق سان رافاييل الذي لعب معه لموسمين، عاد إثرهما إلى فريقه الأول في الفترة بين 2018 و2020، ثم في عام 2021 وقع عقداً احترافيًا مع نادي موناكو لمدة 4 سنوات.
خاض أول مباراته في الدوري الأوربي ضد فريق النجم الأحمر البلغاري. حطم الشاب المغربي رقما قياسيا بتسجيله هدفين في أول مباراته الأولى في الدوري الفرنسي، ليكون أصغر لاعب يسجل ثنائية في مباراته الأولى عبر تاريخ المسابقة، متجاوزا كيليان مبابي وتييري هنري وزين الدين زيدان، حيث لم يتجاوز ا لـ 17 من عمره.
أكتوبر 2024، ترشح إلياس بن الصغير لاعب المنتخب الوطني المغربي وموناكو الفرنسي خانة اللاعبين الموهوبين في العالم.
وتأكد ذلك من خلال اختيار اللاعب المغربي ضمن قائمة المرشحين للفوز بلقب الفتى الذهبي، والتي يتم منحها لأفضل لاعب واعد فالعالم لسنة 2024.

## في المنتخبات الوطنية
على المستوى الدولي، مثل المنتخب الفرنسي لفئة تحت 17 عاماً في مباراتين، وفئة تحت 18 عاماً 3 مرات، وسعت الجامعة الملكية المغربية في ضمّه إلى منتخبها، حيث لعب مقابلته الدولية الأولى رفقة المنتخب المغربي يوم 22 مارس 2024 وكانت ضد أنغولا.

### مسيرته مع المنتخبات الوطنية

#### مسيرته مع منتخب فرنسا للشباب (2021 ـ 2023)
مَثّل إلياس بن صغير ألوان فرنسا في الفئات الشابة، بداية مع منتخب فرنسا تحت 16 عامًا في 2021. واستدعاه "خوسيه ألكوسير" خلال نفس السنة للمشاركة في مباريات التصفيات المؤهلة لبطولة أوروبا تحت 17 سنة ، حيث أجرى أول مباراة له مع فئة تحت 17 سنة  ضد منتخب مولدوفا فئة تحت 17 سنة  في 26 أكتوبر 2021. في هذه المباراة، حل محل "ديزيريه دويه" في الدقيقة 74 (فازت  فرنسا ، 3-0). و جلس بعد ذلك على مقاعد البدلاء بعد ثلاثة أيام ضد منتخب قبرص تحت 17 سنة ، ثم شارك أساسيًا في المباراة التي أقيمت في 1 نوفمبر 2021 ضد منتخب اليونان تحت 17 سنة  (خسرت فرنسا، 1-0).
و تم اختياره من قبل برنار ديوميد في 21 سبتمبر 2022، ، حيث انتقل إلى فئة فرنسا تحت 18 سنة ، حيث خاض مباراة ودية ضد منتخب إستونيا تحت 18 سنة  (فازت فرنسا ، 3-0). وبعد يومين، سجل هدفه الدولي الأول ضد منتخب اسكتلندا تحت 18 سنة  (فازت فرنسا ، 5-1). خلال مواجهة مزدوجة ضد منتخب إيطاليا تحت 18 سنة ، وقدم تمريرة حاسمة في المباراة الأولى في 17 نوفمبر أسفرت عن هدف لصائيل كومبيدي (فازت فرنسا ، 2-0)، وفي 20 نوفمبر قدم تمريرة حاسمة أيضا أدت إلى هدف لمامادو سار (فوز، 3-0).
و تلقى أول استدعاء للعب  مع منتخب فرنسا تحت 19 عاماً في مارس 2023، من أجل  المشاركة في تصفيات بطولة أوروبا تحت 19 عاماً. وكانت له أول مشاركة في 22 مارس مع منتخب فرنسا  لأقل من 19 عاماً ضد منتخب إيرلندا الشمالية لأقل من  19 عاماً (فازت فرنسا، 1-0). وسجل هدفاً في كل من المباراتين التاليتين: و ضد منتخب النرويج لأقل من  19 عاماً في 25 مارس (خسر المنتخب الفرنسي، 1-2) و ضد منتخب رومانيا لأقل من  19 عاماً في 28 مارس (فازت فرنسا ، 2-4).

## الإنجازات

### المنتخب
المغرب تحت 23
- برونزية كرة القدم الأولمبية : 2024[14]